# Ролз, Джон
Джон Бордли Ролз (англ. John Bordley Rawls; 21 февраля 1921, Балтимор — 24 ноября 2002) — американский политический и моральный философ, теоретик социального либерализма, основоположник либерально-государственной концепции внутреннего и международного права, в значительной степени лежащей в основе современной[прояснить] политики США.
Его magnum opus является «Теория справедливости» — одна из самых значительных книг в политической философии. Этой книгой Джон Ролз возродил интерес к политической философии и стал одним из самых цитируемых современных философов.

## Биография
Изначально намеревался стать священником.
Окончив Принстонский университет в 1943 году, ушёл в армию и служил в пехоте в Новой Гвинее, в Японии и на Филиппинах. Вернувшись в США, он защитил в том же университете диссертацию и на протяжении всей жизни преподавал в крупнейших университетах США (Корнеллском, Гарвардском, а также Массачусетском технологическом институте) и Великобритании (Оксфордский университет).
Как отмечает Катрина Форрестер: «В течение пяти десятилетий англоязычная политическая философия находилась под влиянием либерального эгалитаризма Джона Роулза» («Вторая половина двадцатого века — период, когда Роулз стал доминировать в политической философии»).
Согласно К. Форрестер, «представления Роулза об обществе и государстве возникли из определенной идеологической констелляции в послевоенных США, когда многие либералы скептически относились к расширению государства и искали новые способы как легитимировать, так и критиковать его».

## Идеи
В своей книге «Теория справедливости» философ разрабатывает теорию справедливости с помощью пересмотра классической теории общественного договора Джона Локка, Жан-Жака Руссо и Иммануила Канта. Для Локка законность политической власти проистекала из добровольного согласия людей, выраженного в виде договора или соглашения между властью и народом. Ролз же поднимает идею общественного договора на более высокий уровень абстракции. Он рассуждает, что люди заинтересованы в увеличении своей и уменьшении общей доли выгоды, полученной из сотрудничества. Для того, чтобы это преодолеть, говорит Ролз, необходимо выработать такие принципы социальной справедливости, которые бы определяли права и обязанности основных институтов общества, и распределяли бы доли выгоды, полученные в результате сотрудничества, по приемлемому для всех принципу. Он поясняет, что принципы справедливости — это то, что люди примут в качестве определяющих принципов при заключении общественного договора. Именно они будут в дальнейшем определять права и обязанности и распределение социальных преимуществ.
Ролз построил гипотетическую мысленную конструкцию («Вуаль неведения»), в которой он предполагает, что люди, находясь в «естественном состоянии», между собой равны: они не знают своего места в обществе, социального статуса, классового положения. В этой ситуации никто не может изменить что-либо для себя в лучшую сторону, что и определяет исходную ситуацию как честную. Ролз изначально рассматривает индивидов как рационально мыслящих людей, перед которыми стоит задача строительства справедливого общества. Также изначально в этой мысленной конструкции заложено то, что общественные институты, получившиеся в результате такого договора, беспрекословно подчиняются этим принципам справедливости, а люди, в них занятые, строят свои взаимоотношения на честности, то есть на тех условиях, на которые они согласились, будучи равными в естественном состоянии. Ролз рассуждает, что этот факт дал бы все основания на принятие этих принципов как общепризнанных и универсальных.

### Два принципа справедливости
Ролз формулирует свои принципы следующим образом:

Отметив эти примеры приоритетов, я теперь хочу привести заключительную формулировку двух принципов справедливости для институтов. Ради полноты, я дам формулировку, включающую более ранние формулировки.
Первый принцип
Каждый индивид должен обладать равным правом в отношении наиболее общей системы равных основных свобод, совместимой с подобными системами свобод для всех остальных людей.
Второй принцип
Социальные и экономические неравенства должны быть организованы таким образом, что они одновременно
   а) ведут к наибольшей выгоде наименее преуспевших, в соответствии с принципом справедливых сбережений, и
   б) делают открытыми для всех должности и положения в условиях честного равенства возможностей.
Первое правило приоритета (приоритет свободы)
Принципы справедливости должны располагаться в лексическом порядке, и, следовательно, основные свободы могут быть ограничены только во имя самой свободы. Существуют два случая:
   а) менее широкие свободы должны укреплять всю систему свободы, разделяемую всеми; и
   б) свобода, меньшая, чем равная, должна быть приемлемой для граждан, обладающих этой меньшей свободой.
Второе правило приоритета (приоритет справедливости над эффективностью и благосостоянием)
Второй принцип справедливости лексически предшествует принципу эффективности и принципу максимизации суммы выгод; а честное равенство возможностей предшествует принципу различия.
Существуют два случая:
   а) неравенство возможностей должно увеличивать возможности людей с меньшими возможностями;
   б) чрезмерная ставка сбережений должна в итоге уменьшать бремя тех, на ком оно лежит.
В порядке комментария следует отметить, что эти принципы и правила приоритета, без сомнения, неполны. Безусловно, необходимо внести и другие модификации, но я не буду далее усложнять формулировку этих принципов.

## Когнитивисткая трактовка теории справедливости
Американский учёный Джон Микайл предложил оригинальный взгляд на теорию справедливости Джона Ролза, используя когнитивные и лингвистические подходы. В своей книге «Элементы морального познания: Лингвистическая аналогия Ролза и когнитивная наука о моральном и правовом суждении» (англ. Elements of Moral Cognition: Rawls' Linguistic Analogy and the Cognitive Science of Moral and Legal Judgment) Микайл развивает предложенную Ролзом концепцию аналогии между моральным мышлением и языковой компетенцией.
Ролз в своей теории предположил, что моральные принципы можно интерпретировать как врождённые структуры, подобные грамматическим принципам языка. Микайл расширил эту идею, опираясь на достижения современной когнитивной науки. Он утверждает, что человеческое моральное сознание имеет глубокие универсальные основания, аналогичные универсальной грамматике, описанной Ноамом Хомским.
Микайл провёл исследования, демонстрирующие, что люди с разным культурным и социальным бэкграундом используют схожие когнитивные схемы при принятии моральных решений. Эти исследования подтверждают предположение Ролза о существовании универсальных принципов справедливости, которые могут быть формализованы и изучены с помощью научных методов. Кроме того, Микайл предлагает использовать эмпирические данные для уточнения и проверки философских выводов Ролза, что открывает новые горизонты для междисциплинарного анализа этики и права.

## Основные труды
- Теория справедливости (англ. A Theory of Justice; 1971)
- Политический либерализм (англ. Political Liberalism; 1993)
- Закон народов (англ. The Law of Peoples; 1999)

## Публикации на русском

### Монографии
- Ролз Дж,. Теория справедливости / пер. с англ. В. В. Целищева. — М.: Издательство ЛКИ, 2010. — 536 с. — ISBN 978-5-382-01051-9.
  - Ролз Дж. Теория справедливости. Новосибирск, изд-во НГУ, 1995. — 536 с. — ISBN 5-7615-0365-4.

### Статьи
- Ролз Дж. Идеи блага и приоритет права // Современный либерализм: Джон Ролз, Рональд Дворкин, Исайя Берлин, Уилл Кимлика, Майкл Дж. Сэндел, Джереми Уолдрон, Чарльз Тейлор / Пер. с англ. Л. Б. Макеевой. — М.: Прогресс-Традиция: Дом интеллектуальной книги, 1998.
- Ролз, Дж. Справедливость как честность (PDF) // Логос. — 2006. — № 1. — С. 35—60.
- Ролз Дж. Право народов (лекция) // Вопросы философии. — 2006. — № 9. С. 79 — 105.